# Sandracottus jaechi
Sandracottus jaechi är en skalbaggsart som beskrevs av Wewalka och Vazirani 1985. Sandracottus jaechi ingår i släktet Sandracottus och familjen dykare. Inga underarter finns listade i Catalogue of Life.